# Nacerdes umenoi
Nacerdes umenoi is een keversoort uit de familie schijnboktorren (Oedemeridae). De wetenschappelijke naam van de soort is voor het eerst geldig gepubliceerd in 1937 door Kono.